# Werentzhouse
Werentzhouse é uma comuna francesa na região administrativa de Grande Leste, no departamento Alto Reno. Estende-se por uma área de 4,49 km². Em 2010 a comuna tinha 577 habitantes (densidade: 128,5 hab./km²).